# زمالک

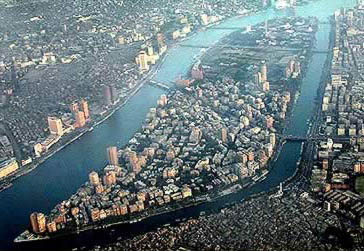
محلهٔ زمالک شهر قاهره که به صورت جزیره‌ای در میان رود نیل واقع شده.

زَمالِک (عربی: الزمالک) یکی از محله‌های شهر قاهره است.
نام زمالک از ترکی عثمانی آمده و به معنی آلونک است.
اما برعکس نامش، این محله از ربع اول سده اخیر از جمله مناطق اعیان‌نشین و ثروتمند قاهره شمرده می‌شود.
چند سفارتخانه در این محله قرار دارند از جمله سفارت‌های اتیوپی و برزیل. سه دانشکده فنی، موسیقی و هنرهای زیبا از دانشگاه حلوان نیز در این محله قرار گرفته‌اند. برج قاهره که بزرگ‌ترین سازهٔ بتنی مصر است و خانه اپرای قاهره (تنها اپراخانه در مصر) نیز در این محله قرار دارد.
باشگاه ورزشی زمالک نیز نام خود را از این محله گرفته‌است.
جزیره‌ای که این محله در آن قرار دارد در زمان اسماعیل پاشا به نام «باغ گیاهان» (به فرانسوی: Jardin de plantes) نامیده می‌شد زیرا مجموعهٔ جالبی از گیاهان غیربومی از سراسر جهان در آن گردآوری شده‌بود.